# Кэри, Питер
Питер Филип Кэри (англ. Peter Philip Carey; род. 7 мая 1943) — австралийский автор романов и рассказов, дважды лауреат Букеровской премии (1988 и 2001). Офицер ордена Австралии (АО). Два романа Кэри были экранизированы («Оскар и Люсинда», «Подлинная история банды Келли»).

## Детство и начало творчества
Родился 7 мая 1943 года в маленьком австралийском городке Бакшус Марш. Его родители занимались реализацией машин Дженерал Моторс. До 11 лет обучался в местной школе, а после перешёл в гимназию Джилонга, престижное заведение, с большой платой за обучение, одна из лучших школ для мальчиков Австралии. После её окончания Кэри поступает в Университет Монаша в Мельбурне, изучает химию и зоологию, но из-за дорожной аварии и отсутствия интереса к учёбе он бросает университет.
В 1962 году начинает работать в различных рекламных агентствах Мельбурна. В период с 1962 по 1967 участвовал в рекламных кампаниях Volkswagen, Lindemans (wine) и многих других. Работа свела его с писателями Барри Окли и Моррисом Лурье, которые, в свою очередь, познакомили его с новинками американской и европейской литературы.
В 1964 году женится на Ли Уитман. В эти годы он много читает таких авторов как Джеймс Джойс, Сэмюэл Беккет, Франц Кафка, Уильям Фолкнер, а в 1964 году начинает писать. К 1968 году он написал романы «Контакты» (англ. Contacts), «Бесполезная машина» (англ. The Futility Machine), а также несколько рассказов. Некоторые из этих произведений должны были опубликовать, но в последний момент издатели передумывали.
В конце 1960-х путешествовал по Европе и Среднему Востоку. Оказавшись в Лондоне, принимает решение остаться, чтобы продолжить работать в рекламной сфере в этом городе. Возвращение в Австралию произошло в 1970 году, Кэри продолжил работать рекламщиком в Сиднее и Мельбурне.

## Развитие карьеры
Пока Кэри работал в рекламе, он публиковал рассказы в газетах и журналах. Большинство из них вошло в сборник «Толстяк в истории» (англ. The Fat Man In History), вышедший в 1974 году. В этом же году Кэри развёлся с женой и переехал в Сидней, где вновь устроился в рекламное агентство.
В 1976 году Кэри переезжает в Квинсленд и вступает в «альтернативное сообщество» «Звёздный свет» (англ. Starlight) в Брисбене. Большинство произведений, написанных им в то время, вошло в сборник «Военные преступления» (англ. War Crimes) 1980, а также Кэри пишет свой первый опубликованный роман «Блаженство» (англ. Bliss) 1981. В 1970-х и 1980-х Кэри делил жильё с известным английским художником Марго Хатчесоном.
В 1980 году Кэри вместе с Бани МакСпидден основывает собственное рекламное агентство. Позднее, в 1981 году, он переезжает в Новый Южный Уэльс. В 1985 году Кэри женится на директоре театра Элисон Саммерс. В 1988 году он пишет роман «Оскар и Люсинда» (англ. Oscar and Lucinda), по которому снят одноимённый фильм с Рэйфом Файнсом и Кейт Бланшетт в главных ролях.

## Переезд в Нью-Йорк

«Истинная история шайки Келли», АСТ

В 1990 году Кэри продаёт свою долю в рекламной компании и вместе с женой и сыном переезжает в Нью-Йорк, чтобы преподавать писательское мастерство в Нью-Йоркском Университете. Параллельно он пишет книгу «Налоговый инспектор» (англ. Tax Inspector»), изданную в 1991 году. Кэри также преподавал в Принстонском университете, Новой школе и Колумбийском университете. В 2005 году Кэри разводится со второй женой, и вскоре начинает встречаться с подданной Великобритании Фрэнсис Коди. В настоящий момент они женаты.
В 1997 году выходит роман Кэри «Джек Мэггс» (англ. Jack Maggs). Книга становится успешной, и в 1998 году писателя приглашают на аудиенцию к королеве Елизавете II, но он отказывается от приглашения. Многие думают, что это объясняется политическими убеждениями Кэри (он сторонник изменения правительства Австралии к республиканскому виду). Позднее Кэри говорил, что он не мог встретиться с королевой в назначенный день и попросил перенести аудиенцию.
В 2000 году Кэри пишет книгу «Истинная история шайки Келли» (англ. True History of the Kelly Gang) о жизни Неда Келли — грабителя и народного героя Австралии. В середине января 2020 года в российский прокат выйдет его экранизация. Главные роли в фильме исполнили Джордж Маккей, Рассел Кроу, Чарли Ханнэм и Николас Холт. Следующую книгу Питера Кэри, «Моя жизнь как фальшивка» (англ. My Life as a Fake), публикуют в 2003 году. Основа сюжета — литературная мистификация, захватившая Австралию в 1940-х годах. Позднее он пишет романы «Кража» (англ. Theft: A Love Story) 2006 и «Его незаконное я» (англ. His Illegal Self) 2008. В 2010 году вышла в свет новая книга Кэри под названием «Попугай и Оливье в Америке» (англ. Parrot and Olivier in America).
Кэри имеет три почётные научные степени. В 2010 году фотографию Кэри разместили на австралийских марках, выпущенных ограниченным тиражом, серия «Легенды Австралии».

## Награды
Кэри — обладатель множества наград.
| Букеровская премия                                          | «Враждебная громадина» («Illywhacker»), шортлист в 1985; «Оскар и Люсинда» («Oscar and Lucinda»), 1988; «Истинная история шайки Келли» («True History of the Kelly Gang»), 2001; «Кража: Любовная история» («Theft: A Love Story»), лонглист 2006. Питер Кэри — один из трёх писателей, кто получал Букеровскую премию дважды. |
| The Miles Franklin Award                                    | «Блаженство» («Bliss»), 1981; «Оскар и Люсинда» («Oscar and Lucinda»), 1989; «Джек Мэггс» («Jack Maggs»), 1998; «Истинная история шайки Келли» («True History of the Kelly Gang»), шортлист в 2001; «Кража» («Theft: A Love Story»), шорлист в 2007                                                                            |
| The Age Book of the Year Award                              | «Враждебная громадина» («Illywhacker»), 1985; «Необычная жизнь Тристана Смита» («The Unusual Life of Tristan Smith»), 1994; «Джек Мэггс» («Jack Maggs»), 1997 |
| Colin Roderick Award                                        | «Оскар и Люсинда» («Oscar and Lucinda»), 1988; «Истинная история шайки Келли» («True History of the Kelly Gang»), 2001 |
| The Commonwealth Writers Prize                              | «Джек Мэггс» («Jack Maggs»), 1998; «Истинная история шайки Келли» («True History of the Kelly Gang»), 2001 |
| New South Wales Premier’s Literary Award                    | «Военные преступления» («War Crimes»), 1980; «Блаженство» («Bliss»), 1982 |
| NBC Banjo Award                                             | «Блаженство» («Bliss»), 1982; «Враждебная громадина» («Illywhacker»), 1985; «Оскар и Люсинда» («Oscar and Lucinda»), 1989 |
| FAW Barbara Ramsden Award                                   | «Враждебная громадина» («Illywhacker»), 1985 |
| Victorian Premier’s Literary Award                          | «Враждебная громадина» («Illywhacker»), 1986 |
| Townsville Foundation for Australian Literary Studies Award | «Оскар и Люсинда» («Oscar and Lucinda»), 1988 |
| South Australia Festival Award                              | «Оскар и Люсинда» («Oscar and Lucinda»), 1990 |
| Ditmar Award for Best Australian Science Fiction Novel      | «Враждебная громадина» («Illywhacker»), 1986 |
| Prix du Meilleur Livre Étranger                             | «Истинная история шайки Келли» («True History of the Kelly Gang»), 2003 |

### Романы и повести
- 1981 — «Блаженство» (англ. Bliss)
- 1985 — «Враждебная громадина» (англ. Illywhacker)
- 1988 — «Оскар и Люсинда» (англ. Oscar and Lucinda)
- 1991 — «Налоговый инспектор» (англ. Tax Inspector)
- 1994 — «Необычная жизнь Тристана Смита» (англ. The Unusual Life of Tristan Smith)
- 1997 — «Джек Мэггс» (англ. Jack Maggs)
- 2000 — «Истинная история шайки Келли» (англ. True History of the Kelly Gang)
- 2003 — «Моя жизнь как фальшивка» (англ. My Life as a Fake)
- 2006 — «Кража» (англ. Theft: A Love Story)
- 2008 — «Его незаконное я» (англ. His Illegal Self)
- 2010 — «Попугай и Оливье в Америке» (англ. Parrot and Olivier in America)
- 2012 — «Химия слёз» (англ. The Chemistry of Tears)
- 2018 — «Вдали от дома» (англ. A Long Way from Home[10])

### Сборники рассказов
- 1974 — «Толстяк в истории» (англ. The Fat Man In History)
- 1980 — «Военные преступления» (англ. War Crimes)
- 1990 — «Экзотические удовольствия» (англ. Exotic Pleasures)

### Детская книга
- 1995 — «Большой Базули» (англ. The Big Bazoohley)

## Публикации на русском языке
- «Джек Мэггс» (англ. Jack Maggs) / пер. Т. Шинкарь. — М.: АСТ, 2004. — 416 с. — ISBN 5-17-020273-3.
- «Истинная история шайки Келли» (англ. True History of the Kelly Gang) / пер. Ирина Гавриловна Гурова. — М.: АСТ, 2004. — 448 с. — ISBN 5-17-026027-X.
- «Моя жизнь как фальшивка» (англ. My Life as a Fake) / пер. Любовь Борисовна Сумм. — М.: Эксмо, 2005. — 336 с. — ISBN 5-699-07875-4.
- «Кража» (англ. The White Tiger). — М.: Эксмо, 2007. — 352 с. — ISBN 978-5-699-21859-2.
- «Вдали от дома» (англ. A Long way from home) / пер. Ксения Чистопольская. — М.: Эксмо, 2018. — 352 с. — ISBN 978-5-04-097063-6.